# Giełda Papierów Wartościowych w Singapurze
Giełda Papierów Wartościowych w Singapurze (Singapore Exchange; w skrócie SGX) – giełda papierów wartościowych w Singapurze. Powstała 1 grudnia 1999 w wyniku połączenia Stock Exchange of Singapore i Singapore International Monetary Exchange. Spółka sama przeprowadza własne notowanie w Singapurze. Poza tym handel jej akcjami jest możliwy za pośrednictwem ADR w stosunku 15:1.
Najważniejszym indeksem akcji notowanych na giełdzie w Singapurze jest oparty na kursach 30 spółek Straits Times Index. Sama spółka również wchodzi w skład tego indeksu.
Giełda należy do stowarzyszenia AOSEF (Asian and Oceanian Stock Exchanges Federation).